# 阿图瓦地区博蒙
阿图瓦地区博蒙（法語：Beaumont-en-Artois，法語發音：[bomɔ̃ ɑ̃.n‿aʁtwa]）是法国加来海峡省的一个旧市镇。1971年，阿图瓦地区博蒙与市镇埃南列塔尔（Hénin-Liétard）合并为市镇埃南-博蒙。

## 地理
阿图瓦地区博蒙（50°23'26"N, 2°58'8"E）位于法国上法蘭西大區加来海峡省，该省份为法国北部沿海省份，西北濒北海，南至索姆省，东临北部省。
阿图瓦地区博蒙的时区为UTC+01:00、UTC+02:00（夏令时）。

## 行政
阿图瓦地区博蒙的邮政编码为，INSEE市镇编码为62098。

## 人口
阿图瓦地区博蒙于1968年时的人口数量为1779人。